# ショーモン城
ショーモン城（Château de Chaumont）はフランスにある城。ロワール＝エ＝シェール県のショーモン＝シュル＝ロワールで最初の城である。11世紀に始まり、ブロワ伯爵のユーデス2世によって建てられた。
1560年、城はカトリーヌ・ド・メディシスの資産となり、彼女はここに多数の占星術者を滞在させた。なお、占星術師ノストラダムスがこの城でカトリーヌに未来の情景を映し出す鏡を見せて、ヴァロワ朝の終焉が近いことを知らせたというエピソードは有名であるが、ノストラダムスがショーモン城に滞在したことは確認されていない。
彼女の夫アンリ2世が死去すると、カトリーヌは権力を駆使して、アンリの愛妾ディアーヌ・ド・ポワチエからシュノンソー城を奪い返そうとする。それに合法性を持たせるため、ディアーヌは最愛のシュノンソー城の代金としてショーモン城を無理やり売りつけられる。ディアーヌはこの取引の際、ごく短期間だけショーモンに滞在した。
世界遺産「シュリー＝シュル＝ロワールとシャロンヌ間のロワール渓谷」に含まれる。